# Studzieniec (Ukraina)
Studzieniec (ukr. Студинець) – wieś na Ukrainie w rejonie tyśmienickim obwodu iwanofrankiwskiego. W II Rzeczypospolitej miejscowość należała do gminy wiejskiej Markowce w powiecie stanisławowskim województwa stanisławowskiego. Wieś liczy 343 mieszkańców.